# Eagle Lake (Texas)
Eagle Lake é uma cidade localizada no estado norte-americano de Texas, no Condado de Colorado.

## Demografia
Segundo o censo norte-americano de 2000, a sua população era de 3664 habitantes.
Em 2006, foi estimada uma população de 3723, um aumento de 59 (1.6%).

## Geografia
De acordo com o United States Census Bureau tem uma área de
7,1 km², dos quais 7,1 km² cobertos por terra e 0,0 km² cobertos por água. Eagle Lake localiza-se a aproximadamente 52 m acima do nível do mar.

## Localidades na vizinhança
O diagrama seguinte representa as localidades num raio de 32 km ao redor de Eagle Lake.